# Amirzai Sangin
Amirzai Sangeen Sangin (en pastún: اميرزی سنگين‎; Distrito de Urgun, 6 de junio de 1949) es un ingeniero y político afgano, quien se desempeñó como Ministro de Comunicaciones entre 2004 y 2015. 

## Biografía
De etnia pastún, Sangin nació como el primer hijo de Amirgul Gulshakhel, un sastre, el 6 de junio de 1949 en el distrito de Urgun de la provincia de Paktiyá. Tiene tres hermanos y ocho hermanas. Sangin asistió a la escuela primaria en Urgun y a la escuela secundaria en Gardez. Se graduó del Centro de Formación en Telecomunicaciones de Afganistán (TTC) y después emigró a Londres en 1969, donde, en 1975, se graduó con el título de ingeniero electrónico y comunicaciones en el South London College.
En 1975 comenzó a trabajar como profesor del TTC, instituto del cual se convirtió en director en 1978. Ocupó tal cargo hasta 1980, cuando, tras la invasión soviética de Afganistán y el golpe de Estado de diciembre de 1979, dejó el país, tras asistir a una conferencia en Kalmar, Suecia, país donde consiguió asilo.
En 1982, Sangin se incorporó a Swedish Telecom. Trabajó para el Aeropuerto Internacional Rey Khalid, en Arabia Saudita, como miembro del equipo de proyectos de comunicaciones de 1982 a 1985 y luego, durante los siguientes cinco años, estuvo involucrado en el diseño, desarrollo e implementación de redes móviles en Suecia. Miembro fundador de Swedish Telecom International (ahora llamado Telia International), Sangin fue líder en la obtención de licitaciones internacionales, y obtuvo 8 licencias GSM en Estonia, Letonia, Rusia, Hungría, Italia, Namibia e India entre 1990 y 2000.
Tras la caída del Emirato Islámico de Afganistán, Sangin regresó a su país y se unió al Ministerio de Comunicaciones y Tecnología de la Información, del cual se convirtió en asesor principal en 2003. Posteriormente, en julio de 2004, fue designado como Director ejecutivo de Afghan Telecom.
En diciembre de 2004 fue nombrado Ministro de Comunicaciones por el presidente Hamid Karzai. Durante su mandato de 11 años, Sangin lideró importantes cambios en el sector de comunicaciones y logró conectar al 80% de la población mediante la fibra óptica. Dejó el cargo en abril de 2015.